# Tôt un dimanche matin
Tôt un dimanche matin (en anglais : Early Sunday Morning) est  une peinture à l'huile sur toile de 89,4 × 153 cm, réalisée par l'artiste américain Edward Hopper en 1930. L'œuvre est conservée au Whitney Museum of American Art de New York, États-Unis.

## Histoire
Tôt un dimanche matin fait actuellement partie de la collection du Whitney Museum of American Art,,
Le tableau a été initialement vendue au Whitney pour 2 000 $. Il a été acheté avec des fonds de Gertrude Vanderbilt Whitney quelques mois seulement après avoir été peint et fait partie de la collection fondatrice du Whitney. 

## Nom
Malgré le titre, Hopper a déclaré que le tableau n'était pas nécessairement basé sur une vue un dimanche. Le tableau s'intitulait à l'origine Seventh Avenue Shops (Boutiques sur la 7th Avenue). le mot « dimanche » au titre a été « ajouté par quelqu'un d'autre ».

## Description
Le tableau représente les petites entreprises et les boutiques de la Septième Avenue à New York peu après le lever du soleil. On y voit un ciel sans nuages au-dessus d'un long bâtiment rouge. Une enseigne de barbier rayée rouge et bleu se trouve devant l'une des portes sur le côté droit du trottoir ; une borne d'incendie verte se trouve sur la gauche. La rue sombre et vide et les devantures de magasins seraient une représentation de l'état désastreux de la ville pendant la Grande Dépression. 
Le tableau représente la façade d'un immeuble à un étage situé à proximité du studio d'Hopper. Il s'agirait d'une « traduction presque littérale de la Septième Avenue » ; cependant, quelques détails mineurs ont été modifiés, comme la réduction de la taille des portes et le fait de rendre le lettrage sur les devantures moins clair. 
L'étage est constitué d'une dizaine de fenêtres identiques, le mur est dans les tons de rouge brique. Le rez-de-chaussée est constitué de boutiques vides et fermées, le ton est majoritairement dans le vert. Au premier plan est une petite partie de la chaussée et le trottoir. On peut aussi observer une bouche à incendie et une enseigne assez lumineuse. L'ombre de ces deux objets est très longue, parallèlement à la majorité des lignes du tableau. La lumière vient de droite (comme dans beaucoup des tableaux de Hopper).

## Critiques
La chercheuse Karal Ann Marling note que l'œuvre d'Edward Hopper « est un prélude aux percolateurs et à ceux qui les entretiennent pour vaincre la nuit ». Selon le critique d'art américain Blake Gopnik, « le conservatisme profond du tableau et sa résistance évidente, presque polémique, à l'art européen le plus ambitieux de son époque. En pleine dépression américaine, ce conservatisme fait partie intégrante du sujet du tableau, tout comme les boutiques fermées qu'il représente. ».
Le tableau a inspiré d'autres œuvres d'art, comme le poème Early Sunday Morning de Byron Vazakas et le poème du même nom de John Stone.